# Мирко Арсенијевић
Мирко Арсенијевић — Глибо (Присоја, код Андријевице, 9. октобар 1915 — Дебар, 9. јул 1944), учесник Народноослободилачке борбе и народни херој Југославије.

## Биографија
Рођен је 9. октобра 1915. године у селу Присоја код Андријевице. Потиче из угледне породице, отац Миличко био је познати учитељ, а мајка Стојана (дев. Дашић) домаћица. Имао је седмороцу браће — Александра, Бранислава, Војислава, Владисалава, Петра, Павла и још једног коме се не зна име јер је умро као беба, као и четири сестре — Роксанду, Милку, Ивку и Ковиљку. Основну школу је завршио у родном месту, а гимназију је почео у Беранама, али је због учешћа у ђачком штрајку, 1935. године, искључен. Наставио је у Подгорици, али је због покушаја, да се као добровољац пребаци у Шпанију, избачен и из ове школе. Гимназију је на крају завршио 1938. године у Пећи.
Члан Савеза комунистичке омладине Југославије (СКОЈ) постао је још 1935. године, као ђак беранске гимназије. Активно је радио муђу средњошолцима и омладином Берана. Учествовао је у свим значајнијим акцијама и демонстрацијам, које је организовала КПЈ у Беранама и околини. Због учешћа у револуционарном поселу у Пецима, када је као одговор на насиље жандармеријске патроле, убијен један жандарм, ухапшен је заједно са неколико десетина учесника. После проведена четири месеца у истражном затвору пуштен је на слободу. Убрзо потом 1937. године примљен је и у чланство Комунистичке партије Југославије (КПЈ).
Године 1938. дошао је у Београд, где је прво уписао Пољопривредно-шумарски факултет, а потом је идуће године из љубави према књижевности и поезији, коју је и сам писао, прешао на Филозофски факултет. Као студент активно је учествовао у револуционарном студентском покрету и свим акцијама студената Београдског универзитета.
После Априлскиг рата и окупације Краљевине Југославије, вратио се у родни крај где је активно учетвовао у припремама оружаног устанка. Убрзо по избијању Тринаестојулског устанка, 1941. године, Мирко је са устаницима из његовог краја учествовао у борбама у околини и ослобођењу Берана. Карајем 1941. године добровољно је ступио у Комски партизански батаљон, који је у саставу Црногорско-санџачког НОП одреда, кренуо у Санџак у сусрет партизанским јединицама које су се повлачиле из Србије. Заједно са овом јединицом, 1. децембра 1941. године, учествовао је у нападу на Пљевља. У овој борби је био тешко рањен и неколико месеци се илегално лечио у селима — Дапсићи, Ровца и Доња Ржаница.
После оздрављења, по задатку партије, прешао је на терен Андријевичког среза, са задатком да појача активност Народноослободилачког покрета у околини Гусиња и Плава. Децембра 1942. године, заједно са групом другова, приликом преноса партијског материја, упао је у заседу и био заробљен од старне Албанаца, који су их предали италијанским властима у Плаву. У полицији се држао храбро, знајући да ће бити стрељан уколико неприајтље открије његов прави идентитет или га пребаци у Беране. Да би то спречио, убедио је иследнике, да је родом из Пећи, града који је добро познавао из школских дана. Због тога је био спроведен у Пећ, а потом у концентрациони логор „Порто Романо“ код Драча, у Албанији.
За време боравка у логору, повезао се са групом македонских комуниста, који су такође ту били затворени и представницима Народноослободилачког покрета Албаније, који су организовали и извели њихово бекство из логора, 23. септембра 1943. године. Са групом македонских комуниста, с којима је заједно побегао из логора, пребацио се на терен западне Македоније, где су се повезали са партизанским јединицама.
Када је 11. новембра 1943. године формирана Прва македонско-косовска бригада, постављен је најпре за политичког комесара Првог батљона „Рамиз Садику“, а потом је премештен за политичког комесара Другог батљона „Боро Вукмировић“. Истакао се у многим борбама бригаде, а посебно у борбама за ослобођење Кичева, у јесен 1943, затим на Буковнику, Витољишу, Демир Капији, Бакарном Гумну код Прилепа и др. Погинуо је 9. јула 1944. године у близини Дебра, када је у борби против Немаца и балиста, разнет непријатељском топовском гранатом.
Указом председника Федеративне Народне Републике Југославије Јосипа Броза Тита, 9. октобра 1953. године, проглашен је за народног хероја.
У току Народноослободилачког рата, погинули су његови рођени брат и сестра. Брат Александар Арсенијевић Лекица (1919—1941), био је стрељан 17. јула 1941. године на брду Јасиковцу, код Берана заједно са осморицом родољуба. Сестра Милка Арсенијевић (1921—1944), погинула је 1944. године у борби против окупатора у близини места Буче, код Берана.